# 辻守静
辻 守静（つじ もりきよ、生年不詳 - 明治6年（1873年）9月2日）は、幕末の江戸幕府旗本、歌人。本名は三枝六郎左衛門。通称は半五郎、茂右衛門。号は野廼屋、東園、葎園、六牙庵、耽花などがある。
父は三枝氏。養父は不明だが、先々代あたりの当主は辻守孟である。
甲府勤番大草高聴支配だったが、嘉永3年（1849年）浦賀奉行支配組頭となり、嘉永6年（1853年）ペリー来航時に奔走し、国書の受け取りにも同席した。安政元年（1854年）林奉行となる。
歌人として大石千引や海野遊翁に師事した。他にも書を中村仏庵に、仏学を荻野梅塢に学んだ。
明治6年（1873年）9月2日、死去。享年70すぎであった。